# San Martín de Valdeiglesias
San Martín de Valdeiglesias község Spanyolországban, Madrid tartományban. San Martín de Valdeiglesias Pelayos de la Presa, El Tiemblo, Aldea del Fresno, Villa del Prado, Almorox, Cadalso de los Vidrios, Navahondilla, Cebreros és Navas del Rey községekkel határos. Lakosainak száma 9159 fő (2024).

## Népesség
A település népessége az utóbbi években az alábbiak szerint változott:
| Lakosok száma | 6191 | 6781 | 7604 | 8048 | 8365 | 8516 | 8298 | 8459 | 8812 | 9159 |
|               | 2001 | 2004 | 2007 | 2009 | 2012 | 2014 | 2017 | 2019 | 2022 | 2024 |